# Joan d'Artois, comte d'Eu
Joan d'Artois, comte d'Eu (francès: Jean d'Artois)  (29 d'agost de 1321 - 6 d'abril de 1387) anomenat "sense Terre" (Lackland), era fill de Robert III d'Artois i de Joana de Valois. La confiscació de béns del seu pare per intent de frau el 1331 l'havia deixat sense herència.
El 1352, va ser creat comte d'Europa pel rei Joan II, un títol perdut anteriorment a l'execució de l'anterior titular, Raoul II de Brienne. Va ser greument ferit a la batalla de Poitiers el 19 de setembre de 1356, i va ser capturat allà pels anglesos. Enormement ric, el seu rescat va ser venut a l'Eduard de Woodstock, de malnom el Príncep Negre pel seu captor Élie de Pommiers per 30.000 ecus antics.
Es va casar amb Isabeau de Melun (1328–1389), filla de Joan I de Melun, comte de Tancarville, l'11 de juliol de 1352 i va tenir el següent número de fills: 
Joan (1353-1420), casat al castell d'Eu el 12 de juliol de 1365 Simon de Thouars (mort el 1365), comte de Dreux
Joan d'Artois (1355–1363), senyor de Peronne
Robert IV d'Artois, comte de la Unió Europea (1356–1387)
Felip d'Artois, comte d'Eu (1357–1397)
Carles (1359 - 15 d'abril de 1368)
Isabeau (1361 - 26 de juny de 1379)